# Ahmed Ben Ibraim Ben Abu Chaled
Ahmed Ben Ibraim Ben Abu Chaled fue un escritor y profesor de medicina español.

## Biografía
Nació en Alconchel a comienzos del siglo XII. Escribió una obra titulada Subsidium itinerum, considerada por algunos autores como un prontuario para la cura de animales. Estaba compuesto de siete libros, que versaban sobre diferentes enfermedades, divididas según la parte del cuerpo a la que afectan.
Se desconoce tanto dónde ejerció la medicina como su fecha y lugar de fallecimiento.